# Carmelo Barone
Carmelo Barone (Avola, 3 aprile 1956) è un ex ciclista su strada e pistard italiano, professionista dal 1977 al 1984.

## Carriera
Da dilettante Barone ottenne due importanti vittorie ai VII Giochi del Mediterraneo nel 1975, quando vinse sia la prova in linea, sia la 100 km a squadre a cronometro. Passò professionista nel 1977 e nel primo anno ottenne già alcune vittorie, come la Coppa Bernocchi e il Trofeo Baracchi, importante cronometro a coppie. Dopo questi risultati fu convocato in Nazionale per i campionati mondiali 1977 di San Cristóbal, che furono appannaggio di Francesco Moser: Barone contribuì alla causa svolgendo ruoli di gregario e non concluse la gara; anche ai mondiali 1979 a Valkenburg aan de Geul fu al via, ma ancora si ritirò.
Nonostante negli anni precedenti avesse mostrato buone credenziali, non riuscì a fare il vero e proprio salto di qualità. Tra le sue vittorie, il Giro dell'Umbria 1979 e la sesta tappa del Giro d'Italia 1980, che si svolse su un circuito sull'Isola d'Elba con partenza e arrivo a Portoferraio; nel medesimo anno conquistò anche il Giro del Veneto.
Chiuse la carriera nel 1984 con un totale di sette successi all'attivo. Partecipò ad altrettanti Giri d'Italia, concludendone sei (miglior risultato nel 1979 quando finì diciottesimo). Dopo il ritiro iniziò a gestire un negozio di biciclette e articoli per il ciclismo a Santa Croce sull'Arno, in provincia di Pisa.

## Palmarès
- 1973 (dilettanti)

Giro del Montalbano
- 1975 (dilettanti)

Giro delle Valli Aretine
Giochi del Mediterraneo, Prova in linea
Giochi del Mediterraneo, 100 km a squadre
5ª tappa Giro della Valle d'Aosta (Cogne > Pont-Saint-Martin)
- 1976 (dilettanti)

1ª tappa Giro delle Regioni (Ladispoli > Tarquinia)
5ª tappa, 2ª semitappa Giro delle Regioni (Lido Adriano, cronometro)
Classifica generale Giro delle Regioni
Gran Premio Vivaisti Cenaiesi
Giro della Toscana
1ª tappa Giro d'Italia Under-23 (Empoli > ?)
Trofeo Vasco Jacoponi
- 1977 (Fiorella, tre vittorie)

4ª tappa Giro di Puglia
Coppa Bernocchi
Trofeo Baracchi (con Bernt Johansson)
- 1978 (Fiorella, una vittoria)

Gran Premio Montelupo
- 1979 (Gis Gelati, una vittoria)

Giro dell'Umbria
- 1980 (Sanson, una vittoria)

6ª tappa Giro d'Italia (Portoferraio > Portoferraio)
Giro del Veneto

## Piazzamenti

### Grandi giri
- Giro d'Italia

1977: 24º
1978: 32º
1979: 18º
1980: 30º
1981: ritirato (17ª tappa)
1983: 126º
1984: 125º

### Classiche monumento
- Milano-Sanremo

1979: 58º
1981: 59º
- Liegi-Bastogne-Liegi

1978: 15º

### Competizioni mondiali
- Campionati del mondo su strada

San Cristóbal 1977 - In linea: ritirato
Valkenburg 1979 - In linea: ritirato
Sallanches 1980 - In linea: ritirato
- Giochi olimpici

Montréal 1976 - In linea: 31º
Montréal 1976 - Cronosquadre: ?